# Парауретральні залози

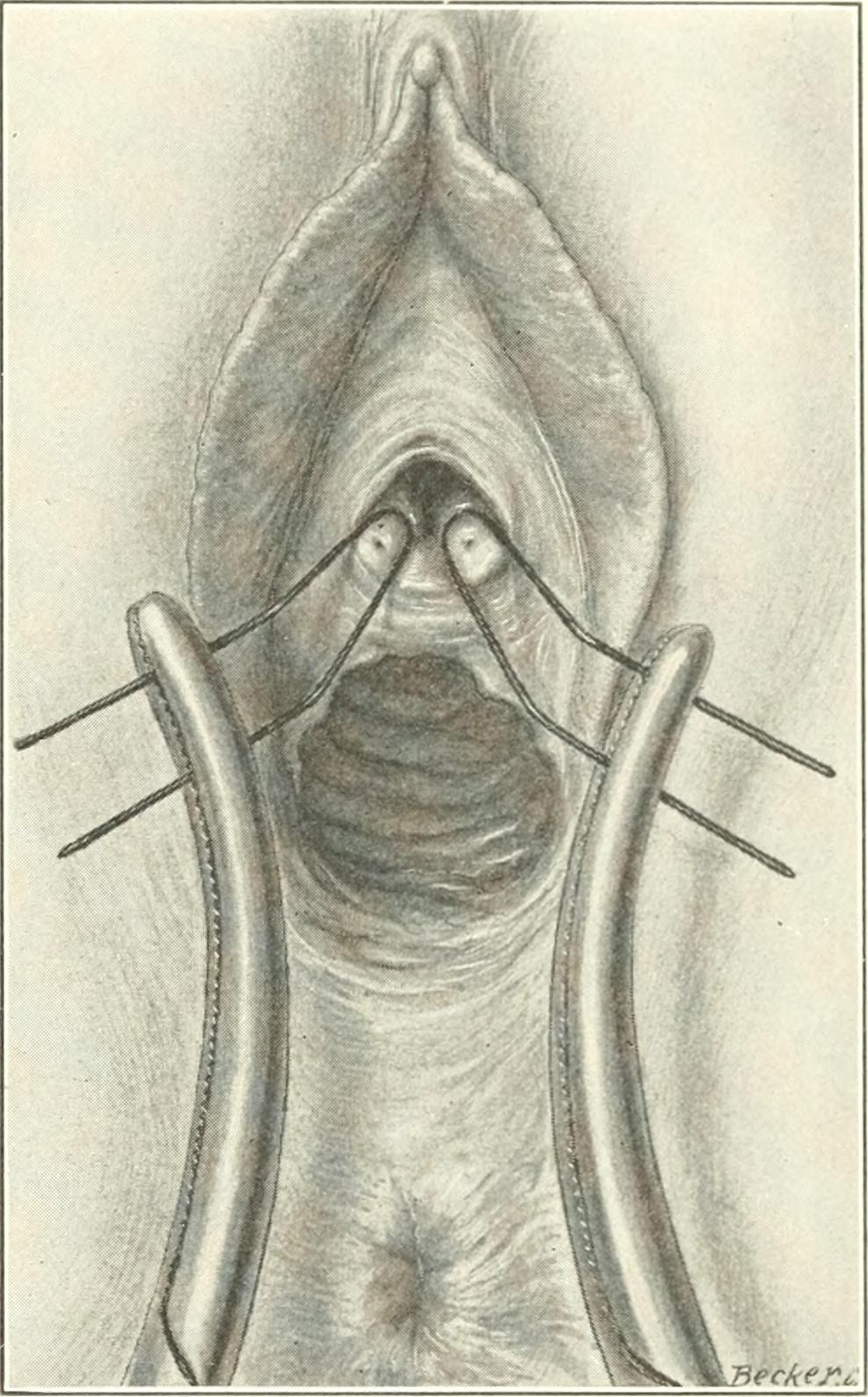
Демонстрація проток парауретральних залоз при гінекологічному огляді

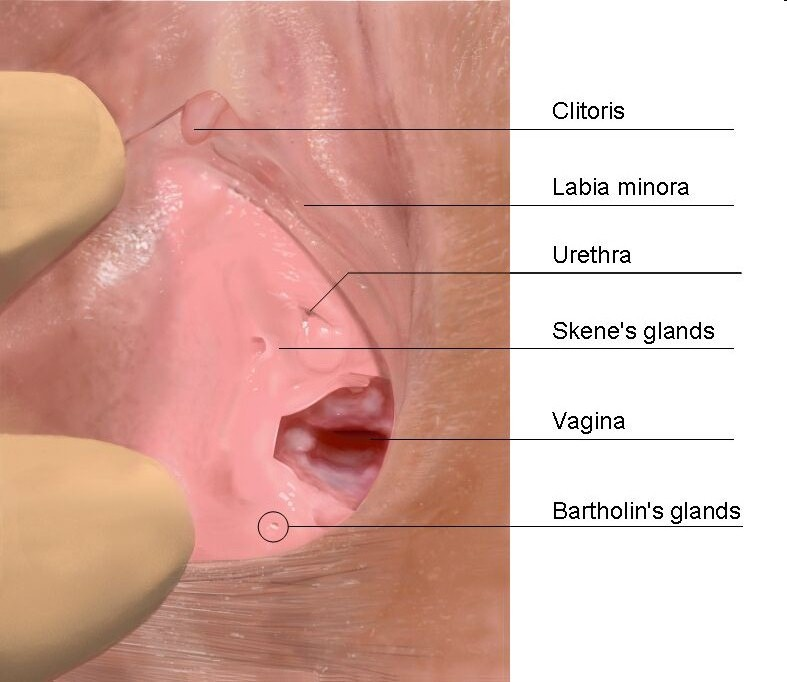
Протоки парауретральних залоз (Skene's gland)

Парауретральні залози (лат. glandulae paraurethrales), малі вестибулярні залози (glandulae vestibulares minores)  або залози Скіна (англ. Skene's glands) — скупчення статевих залоз у вагінальному переддвер'ї (вестибулі) з виходом їх проток у сечовипускний канал та на передню вагінальну стінку. Залози виділяють рідину, що захищає уретру під час статевого акту. Оточені еректильними і чутливими структурами клітора, які під час збудження наповнюються кров'ю та перетискають сечівник, запобігаючи сечовипусканню.
Секреція парауретральних залоз має протимікробну активність, а самі залози є механізмом локального захисту від мікробної атаки. Деякі автори пояснюють секретом парауретральних залоз феномен так званої жіночої еякуляції.
Залози зазнають значних змін протягом життя: під час вагітності гіпертрофуються, у післяпологовому періоді — інволюціонують, а після менопаузи — атрофуються.
Чоловічий гомолог — передміхурова залоза.

## Термінологія
Парауретральні залози відомі під різними назвами: залози сечівника, губчасте тіло сечівника, уретральні залози (glandae urethrales), малі вестибулярні залози (glandulae vestibulares minores), залози Скіна (англ. Skene's glands) або жіночі передміхурові залози. Оскільки область залоз є надзвичайно чутливою ділянкою завдяки близькості до клітора, також уживають термін «U-точка» (англ. U-spot від Urethral spot — «сечівникова точка»).
Термін «залози Літтре́» (glandulae Littrei), який зустрічається у деяких підручниках, є не зовсім точним: французький анатом Алексіс Літтре описав не парауретральні залози, а зовнішній сфінктер сечівника, помилково прийнявши його за залозу.

## Історія відкриття
Уперше описані у 1672 році нідерландським анатомом Реньє де Граафом, який звернув увагу на їхнє запалення під час гонореї. Він вже тоді назвав їх «жіночою простатою». Потім їх описав французький анатом Альфонс Герен, через що певний час вони звалися Гереновими залозами. Далі йдуть описи італійського анатома Д. Б. Морганьї. Але свою назву вони отримали на честь шотландського гінеколога Александра Скіна, який докладно їх описав у 1880 році. Він звернув увагу на їхні зовнішні дві протоки (які носять його ім'я) і виявив їхню роль у запальних процесах.

## Будова
Парауретральні залози розташовані на передній вагінальній стінці, навколо нижньої ділянки сечівника. 
Двома протоками, які звуться Скіновими (ductus paraurethrales), залози відкриваються назовні, по обидва боки нижче від уретри (між отвором сечівника та вагінальним). Окрім цих проток, існують численні протоки й пазухи, кількість яких коливається від 6 до 31. Вони формують велику мережу навколо уретри, здебільшого по задній та бокових стінках. Більшість з них відкривається у дистальну частину сечівника, кінцеві гілки деяких великих проток часто простираються на значну відстань уздовж його і можуть навіть входити на кілька міліметрів у сечовий міхур. Невелика кількість парауретральних проток відкриваються у проксимальну частину уретри.

## Функції
Секрет парауретральних залоз грає роль захисного бар'єра для сечівника під час статевого акту. Вважають, що секрет має протимікробну активність, а самі залози — механізмом локального захисту від мікробної атаки. Секрет містить біохімічні маркери статевої функції. При дослідженні електронним мікроскопом залози показують схожі структури секреції і діють схоже при дослідженні на простатоспецифічний антиген і на простатоспецифічну кислу фосфатазу із простатою.
Парауретральні залози складаються з еректильної тканини («губчасте тіло сечівника»); під час збудження вона наповнюється кров'ю, здавлюючи сечівник, допомагаючи запобігти сечовипусканню під час вагінального сексу (поряд з куприково-лобковим м'язом). 

### U-точка
Губчасте тіло парауретральних залоз містить величезне число нервових закінчень і, отже, чутливе до стимуляції через передню стінку вагіни (для частини жінок, втім, дискомфортної). З цієї причини під час вагінального сексу деякі жінки надають перевагу позиціям, які дозволяють стимулювати передню стінку вагіни.
Залози також оточує нерв, що йде до клітора, з яким залози взаємопов'язані. Стимуляція клітора, імовірно, стимулює нервові закінчення в губчатому тілі парауретральних залоз.
Через ці особливості губчасте тіло сечівника (разом з областю зовнішніх проток) описують як "U-точку". Анатомічно це область зовнішніх проток залоз і, можливо, самі залози.

### "Жіноча еякуляція"
Секрет парауретральних залоз дехто[хто?] вважає поясненням феномену жіночої еякуляції. У 2002 році таку гіпотезу висунув Емануеле Джанін з університету Л'Аквіли в Італії. 
При сильній стимуляції або оргазмі, ймовірно, у деяких жінок парауретральні залози виділяють лужну рідину, в хімічному відношенні подібну до сім'яної. Під час вагінальної стимуляції парауретральні залози можуть виділяти більшу кількість профільтрованої плазми крові. 
З іншого боку, причиною виділень може бути мимовільне сечовипускання через м'язові зусилля під час сексуальної активності. Деякі медичні авторитети вважають "еякуляцію" симптомом стресового нетримання сечі і рекомендують хірургічне лікування.

## Хвороби
- Під час гонореї стається запалення залоз (парауретрит або скінеїт)[7].
- На зовнішніх протоках можуть утворюватися кісти.